# Eco de espín de neutrones
La espectroscopia de eco de espín de neutrones (NSE por las siglas de su nombre en inglés, neutron spin echo) es una técnica basada en la dispersión inelástica de neutrones inventada por Ferenc Mezei en la década de 1970, que desarrolló en colaboración con John Hayter. En reconocimiento a su trabajo y en otras áreas, Mezei recibió el primer Premio Walter Haelg en 1999.

Animación de eco de espín de neutrones que muestra la respuesta de un haz de neutrones (flechas rojas) en su esfera de Bloch (azul) mientras viajan a través de una serie de imanes

En la resonancia magnética nuclear, un eco de espín es el reenfoque de la magnetización del espín mediante un pulso de radiación electromagnética resonante. El espectrómetro de eco de espín posee una resolución energética extremadamente alta (aproximadamente, de una parte en 100.000). Además, mide la correlación densidad-densidad (o función de dispersión intermedia) F(Q,t) en función de la transferencia de impulso Q y el tiempo. Otras técnicas de dispersión de neutrones miden el factor de estructura dinámica S(Q,omega;), que puede convertirse en F(Q,t) mediante una transformada de Fourier, lo que puede resultar difícil en la práctica. Para características inelásticas débiles, S(Q,omega;) es más adecuada, aunque para relajaciones (lentas) la representación natural viene dada por F(Q,t). Debido a su extraordinaria alta resolución de energía efectiva en comparación con otras técnicas de dispersión de neutrones, la técnica NSE es un método ideal para observar
Modos dinámicos internos de amortiguamiento (relajaciones) y otros procesos de difusión en materiales como  polymer blend, cadenas alcano o microemulsión. El extraordinario poder de la espectrometría NSE se demostró con posterioridad mediante la observación directa de  protein dynamics interno acoplado en los proteína  NHERF1 y Polimerasa Taq y zonula adherens, al permitir la visualización directa de la nanomaquinaria de una proteína en movimiento. Existen varias revisiones elementales de la técnica.

## Cómo funciona
El eco de espín de neutrones es una técnica de tiempo de vuelo. En cuanto a los espines de los neutrones, tiene una fuerte analogía con el llamado eco de espín, un efecto bien conocido en el campo de la resonancia magnética nuclear (RMN). En ambos casos, la pérdida de polarización (magnetización) debida al desfase de los espines en el tiempo se restablece mediante una operación efectiva de inversión del tiempo,
que conduce a una restitución de la polarización (refase). En la RMN, el desfase se produce debido a la variación en los campos locales en las posiciones de los núcleos, mientras que en la NSE el desfase se debe a diferentes velocidades de neutrones en el haz de neutrones entrante.
La Precesión de Larmor del espín del neutrón en una zona de preparación con un campo magnético antes de que la muestra codifique las velocidades individuales de los neutrones en el haz en ángulos de precesión. Cerca de la muestra, la inversión del tiempo se realiza mediante un dispositivo denominado aleta. Sigue una zona de decodificación simétrica tal que en su extremo el ángulo de precesión acumulado en la zona de preparación se compensa exactamente (siempre que la muestra no haya cambiado la velocidad del neutrón, es decir, la dispersión elástica). Todos los espines se reajustan para formar el "eco de espín". Lo ideal es que se restablezca la polarización total. Este efecto no depende de la velocidad/energía/longitud de onda del neutrón entrante.
Si la dispersión en la muestra no es elástica pero cambia la velocidad del neutrón, el cambio de fase será incompleto y se producirá una pérdida final de los
resultados de la polarización, que depende de la distribución de las diferencias en el tiempo que necesitan los neutrones para volar a través de la primera fase (codificación) y la segunda fase (decodificación) en zonas de precesión simétricas. Las diferencias de tiempo se producen debido a un cambio de velocidad adquirido por la dispersión no elástica en la muestra. La distribución de estas diferencias de tiempo es proporcional (en la aproximación de linealización que es apropiada para la espectroscopia cuasi elástica de alta resolución) a la parte espectral de la función de dispersión S(Q,omega;). El efecto sobre la polarización del haz medido es proporcional a la transformada de Fourier coseno de la función espectral, la función de dispersión intermedia F(Q,t). El parámetro de tiempo depende de la longitud de onda del neutrón y del factor que conecta el ángulo de precesión con la velocidad (recíproca), que puede, por ejemplo, controlarse estableciendo un determinado campo magnético en las zonas de preparación y decodificación. En consecuencia, es posible realizar exploraciones en función de t variando el campo magnético.
Es importante señalar que todas las manipulaciones del espín son solo un medio para detectar cambios de velocidad del neutrón, que influyen, por razones técnicas, en los términos de una transformada de Fourier de la función espectral en la intensidad medida. Los cambios de velocidad de los neutrones transmiten la información física que está disponible mediante NSE, es decir:
{\displaystyle I(Q,t)\propto S(Q)+\int \cos(\omega t)\,S(Q,\omega )\,dt} donde {\displaystyle \omega \propto \Delta v} y {\displaystyle t\propto B\times \lambda ^{3}}.
donde B denota la intensidad del campo de precesión; λ el (promedio) de la longitud de onda del neutrón; y Δv el cambio de velocidad del neutrón al dispersarse en la muestra.
La razón principal para usar la técnica NSE es que por los medios anteriores puede alcanzar tiempos de Fourier de hasta muchos 100 ns, lo que corresponde a energía con resoluciones en el rango de los neV. La aproximación más cercana a esta resolución por parte de un tipo de instrumento espectroscópico de neutrones, a saber, el espectrómetro de retrodispersión (BSS) está en el rango de 0,5 a 1 µeV.
El truco del eco de espín permite utilizar un intenso haz de neutrones con una distribución de longitud de onda del 10% o más, y al mismo tiempo, ser
sensible a cambios de velocidad en el rango de menos de 10−4.
Nota: las explicaciones anteriores asumen la configuración NSE genérica, tal como la utilizó por primera vez el instrumento IN11 en el Instituto Laue-Langevin (ILL). Otros enfoques son posibles como el eco de espín de resonancia, NRSE concentrado en un campo de CC y un campo de RF en las aletas al final de las zonas de preparación y decodificación que luego están sin campo magnético (campo cero). En principio, estos enfoques son equivalentes en lo que respecta a la conexión de la señal de intensidad final con la función de dispersión intermedia. Por dificultades técnicas, hasta el momento no han
alcanzado el mismo nivel de rendimiento que los tipos NSE genéricos (IN11).

## Lo que puede medir
En la investigación de la materia blanda, la dispersión de neutrones en ángulo pequeño (SANS) suele investigar la estructura de los objetos macromoleculares. El intercambio de hidrógeno por deuterio en algunas de las moléculas crea un contraste disperso entre especies químicas incluso iguales. El patrón de difracción SANS, si se interpreta en el espacio real, corresponde a una imagen instantánea de la disposición molecular. Los instrumentos de eco de espín de neutrones pueden analizar la ampliación inelástica de la intensidad SANS y así analizar el movimiento de los objetos macromoleculares.
Una analogía aproximada sería una foto con un tiempo de apertura determinado en lugar de una instantánea tipo SANS. Entonces, se puede analizar el cambio en la disposición de las moléculas en función del tiempo. El tiempo de apertura corresponde al tiempo de Fourier, que depende de la configuración del espectrómetro NSE, es proporcional al campo magnético (integral) y a la tercera potencia de la longitud de onda del neutrón. Están disponibles valores de hasta varios cientos de nanosegundos. Téngase en cuenta que la resolución espacial del experimento de dispersión está en el rango nanométrico, lo que significa que un rango de tiempo de, por ejemplo, 100 ns, corresponde a velocidades efectivas de movimiento molecular de 1 nm/100 ns = 1 cm/s. Esto se puede comparar con la velocidad típica de los neutrones de 200 hasta 1000 m/s utilizadas en este tipo de experimentos.

## Dispersión incoherente de espín (de protones)
Muchos estudios inelásticos que utilizan tiempo de vuelo (TOF) normal o espectrómetros de retrodispersión se basan en la enorme dispersión incoherente de los neutrones respecto a la sección transversal de los protones. La señal de dispersión está dominada por la contribución correspondiente, que representa la función de autocorrelación (promedio) de los protones (en el tiempo).
Para el espín NSE, la dispersión incoherente tiene la desventaja de que invierte los espines de los neutrones durante la dispersión con una probabilidad de 2/3. Convirtiendo así 2/3 de la intensidad de dispersión en fondo "no polarizado" y poniendo un factor de −1/3 delante de la integral del coseno de Fourier correspondiente a la contribución relativa a la intensidad incoherente. Esta señal se resta de la señal de eco coherente. El resultado puede ser una compleja combinación que no se puede descomponer si solo se emplea la técnica NSE. Sin embargo, en los casos puros, es decir, cuando existe una contribución de intensidad abrumadora debido a los protones, se puede utilizar NSE para medir su espectro incoherente.
La situación de intensidad de la técnica NSE, por ejemplo, en muestras de materia blanda, es la misma que en la dispersión de neutrones de ángulo pequeño (SANS). Los objetos moleculares con contraste de dispersión coherente con transferencia de momento bajo (Q) muestran una dispersión coherente a una intensidad considerablemente mayor que la dispersión de fondo incoherente. Este efecto se debilita a medida que Q aumenta. Para los sistemas que contienen hidrógeno, el contraste requiere la presencia de algunos protones, lo que necesariamente añade cierta cantidad de contribución incoherente a la intensidad de la dispersión. Además, incluso los deuterones añaden una intensidad de dispersión débil e incoherente. En la técnica SANS, estas intensidades independientes de Q generalmente se consideran de fondo y se restan. En los experimentos del tipo NSE están presentes y pueden convertirse en una mezcla más significativa a medida que aumenta Q.
Las muestras completamente protonadas permiten mediciones incoherentes exitosas pero a intensidades del orden del nivel de fondo SANS.
Nota: Esta interferencia con la manipulación del espín de la técnica NSE se produce sólo con la dispersión incoherente. La dispersión isotópica incoherente produce una señal NSE "normal".

## Espectrómetros existentes
- IN11 (ILL, Grenoble, Francia)
- IN15 (ILL, Grenoble, Francia)
- NL2a J-NSE "PHOENIX" (JCNS, Juelich, Alemania, organizado por el FRM II Múnich, Múnich, Alemania)
- NL5-S RESEDA (FRM II Munich, Múnich, Alemania)
- V5/SPAN (Hahn-Meitner Institut, Berlín, Alemania)
- C2-3-1 iNSE (JRR-3, Tokai, Japón)
- BL06 VIN-ROSE (MLF, J-PARC, Tokai, Japón)
- BL-15 NSE (SNS, Laboratorio Nacional Oak Ridge, Oak Ridge, EE. UU.)
- NG5-NSE (Instituto Nacional de Estándares y Tecnología, Instituto Nacional de Estándares y Tecnología, Gaithersburg, EE. UU.)